# ژان چیاپ

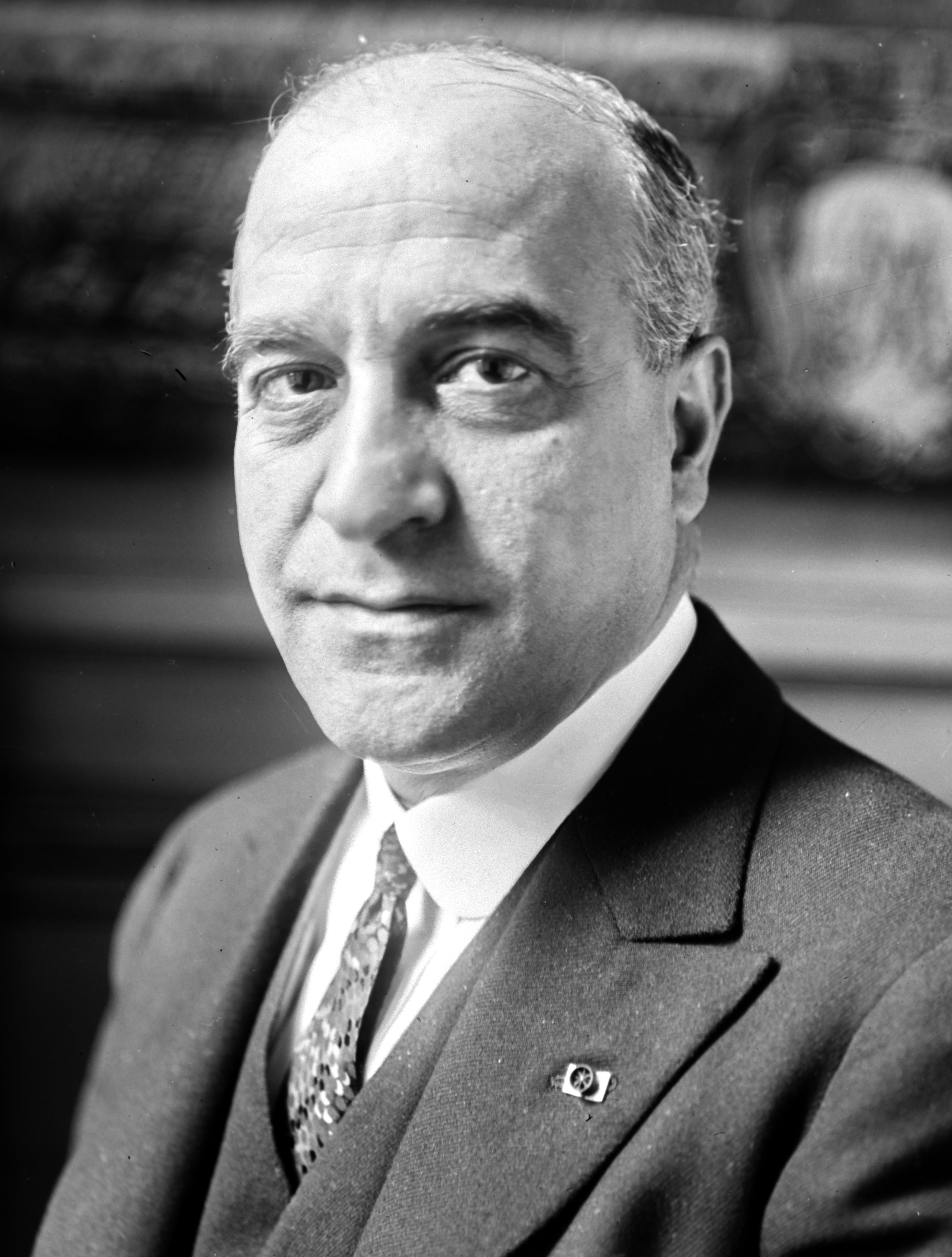
نگارهٔ ژان چیاپ، سیاست‌مدار اهل فرانسه - ۱۹۲۶

ژان چیاپ (انگلیسی: Jean Chiappe) - (زادهٔ ۳ مه ۱۸۷۸ در آژاکسیو - درگذشتهٔ ۲۷ اکتبر ۱۹۴۰ در دریای مدیترانه) سیاست‌مدار اهل فرانسه بود.

## زندگی
پس از تکمیل تحصیلاتش در رشتهٔ حقوق به وزارت کشور فرانسه پیوست. وی در سال‌های بین ۱۹۲۴ و ۱۹۲۷ مدیر امنیت کل کشور فرانسه شد.

## کمیسر عالی فرانسه در سوریه
فیلیپ پتن وی را در تاریخ ۲۵ اکتبر ۱۹۴۰ به سمت کمیسر عالی فرانسه در سوریه و لبنان منصوب شد ولی در هنگام مسافرت هواییش به لبنان برای متصدی شدن این منصب با حمله نظامی مواجه می‌شود که باعث سقوط هواپیمایش در نزدیکی ساردینیا می‌شود و جانش را همراه با خلبان، خدمه پرواز، مدیر دفترش و دو مسافر دیگر که همراهش بودند از دست می‌دهد.